# Lusten (Sunne socken, Värmland)
Lusten är en sjö i Sunne kommun i Värmland och ingår i Göta älvs huvudavrinningsområde.